# Danske krigsfanger 1864
Om de danske krigsfanger 1864 findes kun sporadiske oplysninger.
Ved den første træfning i krigen i 1864, den 1. februar 1864, blev de danske tab opgjort til 4 sårede, 7 fangne og 3 savnede. Men med den danske tilbagetrækning fra Dannevirke og kampene ved Dybbøl steg tallet af krigsfanger drastisk.
Antallet af danske krigsfanger skønnes til 7.000, men der synes ikke at være modtaget lister over fangerne fra Preussen og Østrig.

## De danske krigsfangers opholdssteder
De danske krigsfanger blev fordelt til forskellige fæstninger i Preussen og Østrig, herunder:
- Brünn i Bøhmen (Østrig) (nu Brno i Tjekkiet) [3]

- Cosel i Schlesien (Preussen) (nu Koźle i Polen)[4]

- Erfurt i Preussen (nu i Thüringen, Tyskland). Fra 23. marts 1864 blev ca. 300 danske krigsfanger indkvarteret i artilleri-vognhuset på Friedrich-Wilhelm-Platz. De blev nogle måneder beskæftiget med ombygningen af Schwedenschanze til Fort II. Den 18. august 1864 forlod de igen byen.[5]

- Glatz i Schlesien (Preussen) (nu Kłodzko i Polen)[6]

- Graudenz i Preussen (nu Grudziądz i Polen) [7]

- Minden i Preussen (nu i Nordrhein-Westfalen i Tyskland). Krigsfangerne "arbejdede paa Fæstningens Volde med at trille Jord".[8]

- Neisse i Preussen (nu Nysa i Polen). De danske krigsfanger anlagde parkgaden Dänen Allee (polsk: Al. Duńczyków)[9]

- Salzburg i Østrig [10]. 370 danske fanger deltog i opførelsen af den protestantiske Friedenskirche, nu Christuskirche.[11][12]

- Schweidnitz i Schlesien (Preussen), (nu Świdnica i Polen). Nogle er begravet på garnisonskirkegården.[13]

- Wittenberg i Preussen (nu i Sachsen-Anhalt, Tyskland).[14]

## Krigsfangernes vilkår
En af fangerne (i Wittenberg) har oplyst, at "Vor Lønning er daglig 1 Silbergroschen eller saa meget som 4 Skilling ... de 4 Skilling bliver ikke udbetalte i Penge, men i Bliktegn, som paa Ladegaarden, og maa de udgives hver Dag ...."
Et bliktegn, som ikke kan påvises, er indgået i Odense Museum med et tilhørende vers:
"Vi også nogle Bliktegn faar,
som her for fire Skilling gjælder,
det akkurat til Smør forslaar,
og mer skal det nok ejheller." 
En fange i fæstningen Cosel blev efter eget udsagn behandlet "så godt som af sin egen mor".
En fange i Minden beskriver, at fangernes arbejde med at "trille jord" 5-6 timer om dagen "ikke [er] mere end som nok kan udføres uden at genere nogen Mand." Bespisningen beskrives som
meget simpel. "Vi faar vort Brød hver 4. Dag ligesom i den danske Arme. Det er meget godt Brød vi faar, derimod faar vi slet ingen Penge. Om Morgenen faar vi Kaffe uden Sukker og Fløde og ikke andet, der kan vi spise tørt Brød til saa meget vi lyster. Om Middagen faar vi forskellige Retter Mad. En Dag faar vi noget, som kaldes Bønner til Formad og Kød til Eftermad. Den næste Dag faar vi Suppe som er kogt paa Gryn og dertil Kød. Den tredie Dag faar vi Ærter og Flæsk.
Saaledes faar vi afvekslende bestandig de tre nævnte Retter hver Dag, jeg for mit vedkommende kan ikke spise noget af den Middagsbespisning, og saaledes gaar det med de fleste danske krigsfanger, som er her. Henimod Aften faar vi den saakaldte Aftensmad, som bestaar af Risenvælling kogt i Vand, somme Tider faar vi Kartofler og salte Sild, og en Gang imellem faar vi Kaffe og et 2 Pund Franskbrød eller ogsaa Thevand med do. Derimod Øl, Brændevin, Smør, Ost og mange andre Ting, som vi er vant til at faa, det faar vi ikke her, med mindre vi kan eller vil betale det selv...." 
Der blev i maj 1864 afholdt en basar i København til fordel for ofrene for krigen og danske krigsfanger i Tyskland.

## Krigsfangernes hjemsendelse
Hjemsendelsen af fangerne påbegyndes i august 1864 . Det beskrives, at danskerne kommer med jernbane til Lübeck, hvorfra de marcherer til Travemünde, for derfra at fortsætte rejsen til Danmark om bord på danske krigsskibe. Officererne befordres dog med hestedrosche. De afkræves før frigivelsen et løfte om ikke igen under den igangværende krig at kæmpe mod preussiske eller østrigske tropper. Ved gentagen tilfangetagelse vil de blive stillet for en standret. Der bliver også foretaget udskibninger i Stettin.
Danske fanger som havde gjort sig skyldige i "forseelser mod disciplinen", forblev i preussiske fængsler og kom først tilbage til Danmark flere år efter. Nogle af dem sindssyge.
Fredstraktaten af 30. oktober 1864 omtaler ikke krigsfangerne.